# ملکه رقصان (فیلم ۲۰۱۲)
«ملکه رقصان» (انگلیسی: Dancing Queen (2012 film)) فیلمی در ژانر کمدی رمانتیک است که در سال ۲۰۱۲ منتشر شد.